# Daniel Beichler
Daniel Beichler est un footballeur international autrichien né le 13 octobre 1988. Il joue au poste de milieu de terrain offensif.

## Palmarès
- SK Sturm Graz
  - Vainqueur de la Coupe d'Autriche en 2010.